# بيت الشكوحي
بيت الشكوحي قرية في ناحية كنسبا التابعة لمنطقة الحفّة في محافظة اللاذقية. بلغ عدد سكانها 395 نسمة حسب تعداد عام 2004.